# Lionhead Studios
Lionhead Studios è stata un'azienda inglese dedita allo sviluppo di videogiochi, fondata da Peter Molyneux nel 1996 e liquidata nel 2016.

## Storia
Peter Molyneux dopo aver abbandonato la Bullfrog Productions con altri ex membri di quest'ultima, fondò Lionheadhead Studios nel 1996. L'obiettivo di Molyneux con Lionhead era di cercare innovazione per i giochi del III millennio, ispirandosi a percorsi già compiuti in Bullfrog con titoli come Populous. Dopo 4 anni di sviluppo Lionhead pubblicò il god game strategico in tempo reale Black & White nel 2001, che riuscì ad essere un successo di pubblico e critica. Dopo questo gioco, Lionhead iniziò i lavori su un titolo esclusivo per Xbox, e pubblicato appunto da Microsoft, che prese il nome di Fable; nella situazione di nicchia in cui si trovava Xbox il gioco riuscì a conquistare una non indifferente quantità di pubblico, rivelandosi un successo, anche tra la critica.
Successivamente il team di Lionhead si spaccò in due, per lavorare su progetti separati, quali The Movies e Black & White 2; entrambi i giochi uscirono nel 2005 e, nonostante un apprezzamento da parte della critica e del pubblico piuttosto ottimi, non riuscirono a vendere a sufficienza per generare profitti. Causa di questo furono non solo gli eccessivi costi di sviluppo, ma anche lo sviluppo congiunto e contemporaneo di entrambi i titoli che ebbe, appunto, una richiesta di risorse straordinaria.
Dati i problemi finanziari in cui stava incappando Lionhead, Microsoft, dopo aver intuito il potenziale dello studio con Fable, decise di acquisirlo il 7 aprile 2006. Sotto Microsoft, Lionhead Studios iniziò a lavorare a titoli per aumentare la base installata di Xbox 360, tra questi Fable II nel 2008, e Fable III nel 2010; con quest’ultimo che rispetto ai primi capitoli, nonostante eccelse vendite, fu piuttosto controverso per quanto riguarda apprezzamento di pubblico e critica. Nonostante una situazione piuttosto buona, dunque, all'interno di Lionhead, come era già accaduto con l'acquisizione di Bullfrog da parte di Electronic Arts, Peter Molyneux decise di abbandonare il team di sviluppo nel 2012, dopo la creazione di Fable: The Journey. Molyneux contrastò la direzione intrapresa dal capo della divisione Xbox, Don Mattrick: secondo Mattrick i videogiochi dovevano legarsi sempre più al concetto di casual gaming e Kinect; Molyneux la pensava diversamente cercando l'innovazione, e non la stagnazione tipica dei casual gamer. Il tempo diede ragione a Molyneux in quanto, nonostante la natura casual e l'utilizzo del Kinect, Fable: The Journey trovò un gelido apprezzamento sia dal pubblico che dalla critica, vendendo inoltre una miserabile quantità di copie.
Nonostante la richiesta del fandom, di un nuovo, vero capitolo di Fable, Lionhead, obbligata da Microsoft e Don Mattrick, stava creando un tipo di gioco totalmente diverso: Fable Legends, un MMORPG per Xbox One. Lo sviluppo fu travagliato: inizialmente il gioco avrebbe dovuto sfruttare il Kinect 2, tuttavia, a causa della pessima condotta tenuta da Mattrick all'annuncio di Xbox One e le sue successive dimissioni, il titolo ebbe una correzione di tiro in corsa, effettuata da Phil Spencer; che voleva un ritorno delle meccaniche per hardcore gamer e la rimozione del Kinect. Lo sviluppo del gioco proseguì per oltre 2 anni, ma improvvisamente venne cancellato nel marzo 2016 gettando inquietudine tra i fan; inquietudine che poi trovò il suo fondamento pochi giorni dopo quando Microsoft sembrò liquidare Lionhead Studios.
A marzo 2016 dopo la, ancora non ufficiale, chiusura dello studio furono lanciate due petizioni con lo scopo di non far chiudere la società, né di cancellare Fable Legends, firmando le petizioni le lettere sarebbero state inviate a Microsoft per convincere i vertici a non chiudere Lionhead e di continuare lo sviluppo con le serie di Fable. Tuttavia la notizia dello scioglimento ufficiale di Lionhead arriva il 29 aprile, giorno in cui cessa di esistere lo studio stesso.

## Videogiochi
- Black & White (2000)
- Fable (2004)
- Fable: The Lost Chapters (2005)
- Black & White 2 (2005)
- The Movies (2005)
- Fable II (2008)
- Fable III (2010)
- Fable: Heroes (2012)
- Fable: The Journey (2012)
- Fable: Anniversary (2015)